# La ribelle del West
La ribelle del West (The Redhead from Wyoming) è un film del 1953 diretto da Lee Sholem.
È un western statunitense con Maureen O'Hara, Alex Nicol, William Bishop e Robert Strauss.

## Trama
Un losco speculatore cerca di trarre profitto dai conflitti di allevatori nel Wyoming. Lo fronteggia uno sceriffo che riesce alla fine a prevalere con l'aiuto di una ballerina di saloon ex amante dello speculatore.

## Produzione
Il film, diretto da Lee Sholem su una sceneggiatura di Polly James e Herb Meadow e un soggetto della stessa James, fu prodotto da Leonard Goldstein per la Universal Pictures e girato ad Agoura, California, dal 19 maggio al 19 giugno 1952. Il titolo di lavorazione fu Cattle Kate. Il film doveva originariamente essere interpretato da Hugh O'Brian.

## Distribuzione
Il film fu distribuito con il titolo The Redhead from Wyoming negli Stati Uniti nel gennaio 1953 al cinema dalla Universal Pictures.
Altre distribuzioni:
- in Svezia il 27 aprile 1953 (Farlig fiende)
- in Finlandia il 9 ottobre 1953 (Lännen punatukka)
- in Francia il 25 agosto 1954 (La belle rousse du Wyoming)
- in Portogallo il 21 settembre 1954 (Almas de Fogo)
- in Turchia nel marzo del 1955 (Kaçakçilar Kraliçesi)
- in Germania Ovest il 19 agosto 1955 (Feuerkopf von Wyoming)
- in Austria nell'ottobre del 1955 (Feuerkopf von Wyoming)
- in Belgio (Een vrouw van vuur en vlam)
- in Belgio (Une fille de feu)
- in Brasile (A Rainha dos Renegados)
- in Spagna (La pelirroja de Wyoming)
- in Italia (La ribelle del West)

## Critica
Secondo il Morandini il film è un "western senza infamia, senza lode, senza sorprese".

## Promozione
La tagline è: Queen of An Outlaw's Lair!.